# Геленджикская бухта
Геленджи́кская бу́хта — незамерзающая бухта на северо-восточном берегу Чёрного моря. С античных времён использовалась для военных и торговых целей. В самом начале XX века начала развиваться также как курорт всероссийского значения. В состав Российской империи бухта вошла в 1829 году. Административно бухта входит в Краснодарский край России. Будучи незамерзающей, акватория бухты является важным местом зимовки и гнездования многих видов водоплавающих птиц. В настоящее время берега бухты плотно заселены и подвергаются сильному антропогенному воздействию.

## География

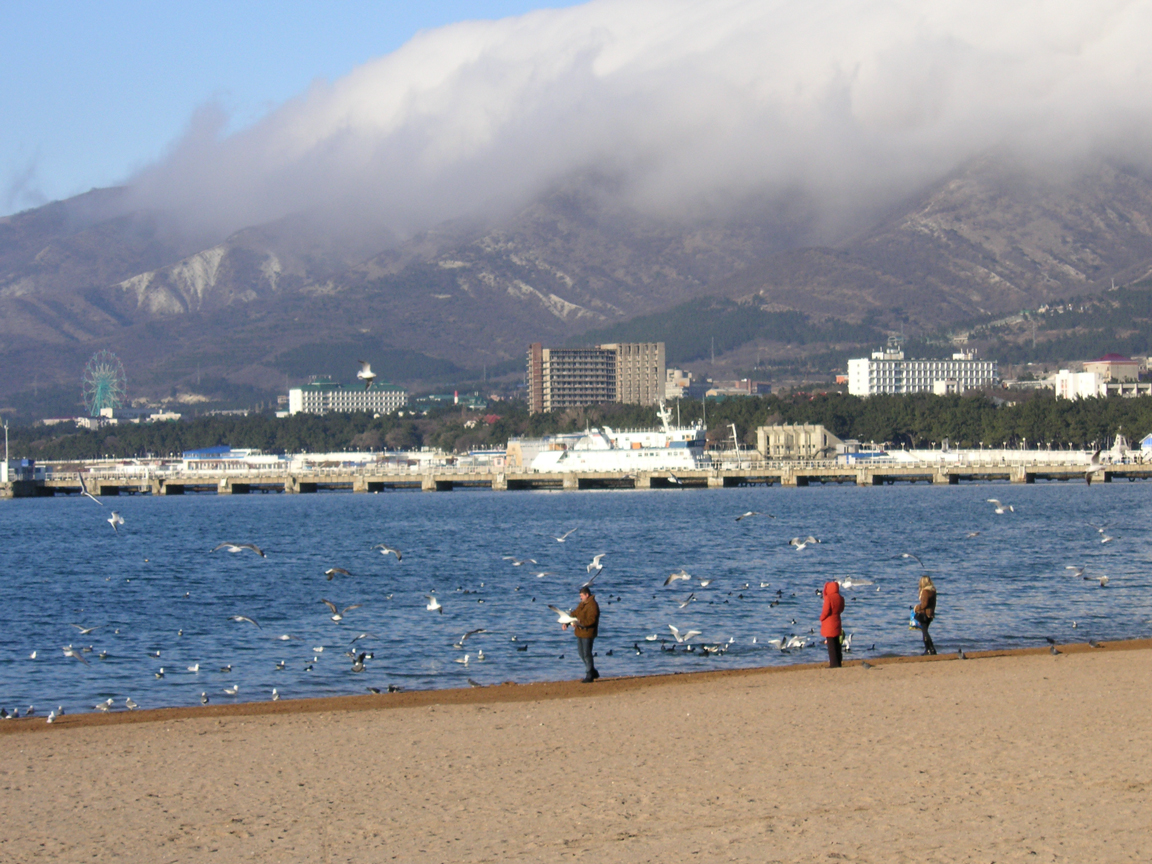
Вид на Маркотхский хребет и бухту

Данная бухта представляет собой подковообразный относительно мелководный залив в северо-восточной части акватории Чёрного моря.
Западный берег бухты невысок, всхолмлен и плавно опускается в море. Восточный склон, наоборот, круто уходит в море скалистыми грядами. Расположена между мысами Тонкий и Толстый. Открыта к югу, вдается в материк на 4 км. Ширина бухты 3 км. Ширина входа в бухту 1,8 км (1 морская миля). Максимальная глубина до 11 м. В акватории бухты прослеживается следующая динамика глубин: 3—7 м в среднем, до 10—11 м в центральной части, и до 15—16 м при выходе из бухты. Прибрежная вода у Толстого мыса отличается большей чистотой и прозрачностью, а также наличием больших участков мелководья, густо покрытого водорослями. Дно бухты преимущественно скалисто и сложено горными породами, а также продуктами эрозии соседних гор и остатками деятельности человека. Дно покрывает густая подводная растительность, в которой преобладает бурая водоросль цистозейра. Площадь водной поверхности бухты составляет около 10 км2, объём воды в ней оценочно достигает 75 млн м3. В залив впадает множество рек и ручьёв, стекающих с Маркотхского хребта. Всё побережье бухты (12 км) входит в черту города Геленджика. Длина естественных и искусственных пляжей составляет 2/3 от общей длины побережья.

## Климатические характеристики
Климат в районе бухты сухой субтропический средиземноморского типа. Среднегодовое количество осадков достигает 670 мм, и выпадают они преимущественно в зимне-осенний период, как и в Средиземноморье. Среднемесячная температура воды в бухте даже в феврале достигает в среднем +7,2о С, воздух при этом прогревается в среднем до +3,7о С. Бухта никогда не замерзает, что привлекает на зимовку большое количество пернатых. Здесь в больших количествах ежегодно зимуют утки, гуси, чайки, цапли, лебеди-шипуны. В зимние месяцы берега бухты испытывают довольное сильное давление ветра, но не столь жёсткое, как в соседней Цемесской бухте. Сила и направление ветра влияют на гидрологический режим течений бухты, но в целом в её пределах преобладающее круглый год течение направлено от Толстого мыса к Тонкому вдоль берега. Число дней со штилем — не более 30 в год. Зимой в бухте изредка возможны шторма силой до 4-х баллов и выше. Ветровой режим зимой значительно более суров в северной и северо-западной частях бухты.

## Фауна
Многолетние наблюдения за птицами в бухте показали, что зимой самой многочисленной птицей в бухте является лысуха. К преобладающим видам также относятся красноголовый нырок и хохлатая чернеть, а среди чаек доминирует серебристая чайка. Также в разные годы и в разных количествах отмечены морская чернеть, большой баклан, лебедь-шипун, чомга или большая поганка, малая поганка, серощекая поганка, серебристая чайка, чайконосая крачка, черноголовая чайка, клуша, кряква, кудрявый пеликан. Многие виды в той или иной степени привыкли получать подкормку зимой и от людей. Контакты с человеком старается минимизировать лишь большой баклан.

## Рекреация и спорт
В 1900 году на побережье бухты открылся первый частный санаторий, а в 1907 году всё побережье Геленджикской бухты официально стало курортным. Городской пляж Геленджика был создан в 1971 году из песка, намытого со дна Геленджикской бухты. Температура воды в бухте всегда теплее, чем в открытом море. Водная гладь также спокойнее, чем в Чёрном море. Акватория бухты стала курортной зоной всесоюзного значения в 1970 году, здесь отдыхают и занимаются водным спортом многочисленные туристы.

### Экономическое и транспортное значение
Геленджикская бухта служит местом стоянки разного рода научно-исследовательских, рыболовецких и пассажирских судов. Последние используются для доставки туристов по морю к природным достопримечательностям и населённым пунктам, расположенным неподалёку от города на побережье, а также для развлекательных морских прогулок (в том числе в открытое море). Здание морского вокзала подвергнуто перестройке и преобразовано в торговый центр. Также действует грузовой порт. Он расположен в районе Тонкого мыса, в основном специализируется на транзите продуктов сельского хозяйства из Турции. Грузовой порт является одним из крупнейших предприятий города. В прошлом на берегу бухты имелся и рыбзавод.